# A Momentary Lapse of Reason
A Momentary Lapse of Reason – album brytyjskiej grupy rockowej Pink Floyd. Nagrany został w pierwszej połowie 1987 roku, a wydany 8 września 1987. Jest to pierwszy album Pink Floyd nagrany bez długoletniego lidera zespołu, basisty Rogera Watersa, stąd dominacja kompozytorska Davida Gilmoura. W pracach nad płytą wziął udział powracający do zespołu Richard Wright, lecz jedynie na prawach muzyka sesyjnego. 
Album został nagrany głównie na wynajętej łodzi mieszkalnej Gilmoura „Astoria”, gdzie zaadaptowano studio nagraniowe (łódź jest zacumowana przy Tamizie w Hampton; Gilmour kupił łódź w 1986 roku, ponieważ "spędził połowę życia w studiach nagraniowych bez okien, bez światła, ale na łodzi znajduje się wiele okien, z piękną scenerią na zewnątrz"). Jego produkcja ciągnęła się przez toczący się spór prawny z Watersem o to, kto był właścicielem praw do nazwy Pink Floyd (problem został rozwiązany kilka miesięcy po wydaniu albumu). W przeciwieństwie do wielu albumów studyjnych zespołu A Momentary Lapse of Reason nie ma głównego tematu, zamiast tego jest zbiorem piosenek napisanych przez Gilmoura, czasami z udziałem zewnętrznych autorów.
W Polsce nagrania uzyskały certyfikat złotej płyty.

## Lista utworów
Album zawiera utwory:
| Nr  | Tytuł                                                            | Długość |
| --- | ---------------------------------------------------------------- | ------- |
| 1.  | Signs of Life (Gilmour/Ezrin)                                    | 4:24    |
| 2.  | Learning to Fly (Gilmour/Moore/Ezrin/Carin)                      | 4:53    |
| 3.  | The Dogs of War (Gilmour/Moore)                                  | 6:05    |
| 4.  | One Slip (Gilmour/Manzanera)                                     | 5:10    |
| 5.  | On the Turning Away (Gilmour/Moore)                              | 5:42    |
| 6.  | Yet Another Movie (Gilmour/Leonard) / Round and Around (Gilmour) | 7:28    |
| 7.  | A New Machine, Part 1 (Gilmour)                                  | 1:46    |
| 8.  | Terminal Frost (Gilmour)                                         | 6:17    |
| 9.  | A New Machine, Part 2 (Gilmour)                                  | 0:38    |
| 10. | Sorrow (Gilmour)                                                 | 8:46    |

## Twórcy
Twórcami albumu są:
- David Gilmour – gitara, śpiew, instrumenty klawiszowe, sekwencer
- Nick Mason – perkusja, efekty dźwiękowe

Gościnnie:
- Richard Wright – Fortepian, śpiew, syntezator Kurzweil, organy Hammonda
- Bob Ezrin – instrumenty klawiszowe, instrumenty perkusyjne, sekwencer
- Tony Levin – gitara basowa, Chapman stick
- Jim Keltner – perkusja
- Steve Forman – instrumenty perkusyjne
- Jon Carin – instrumenty klawiszowe
- Tom Scott – saksofon altowy i sopranowy
- Scott Page – saksofon tenorowy
- Carmine Appice – perkusja
- Pat Leonard – syntezator
- Bill Payne – organy Hammonda
- Michael Landau – gitara
- John Halliwell – saksofon
- Darlene Koldenhoven, Carmen Twillie, Phyllis St. James, Donnie Gerrard – chórki